# 鰐淵村
鰐淵村（わにぶちむら）は、島根県簸川郡にあった村。現在の出雲市河下町、猪目町、唐川町、別所町にあたる。

## 地理
- 海洋：日本海[1]
- 河川：唐川川[1]、鰐淵川[1]、松露谷川[2]、浮浪屋谷川[2]、水無谷川[2]、猪目川[3]
- 山岳：天台ケ峰[4]

## 歴史
- 1889年（明治22年）4月1日、町村制の施行により、楯縫郡河下村、猪目浦、唐川村、別所村が合併して村制施行し、鰐淵村が発足[5][6]。
- 1896年（明治29年）4月1日、郡の統合により簸川郡に所属[6]。
- 1908年（明治41年）鰐淵郵便局開設[5]。
- 1951年（昭和26年）4月1日、簸川郡平田町、灘分村、国富村、西田村、久多美村、檜山村、東村と合併して平田町が存続し廃止された[5][6]。

### 地名の由来
村内の鰐淵寺にちなむ。

## 産業
- 農業（タバコ、茶）[5]

## 港湾
- 河下港[1]

## 名所・旧跡
- 猪目洞窟（国史跡）[3]